# Ferrol Vello

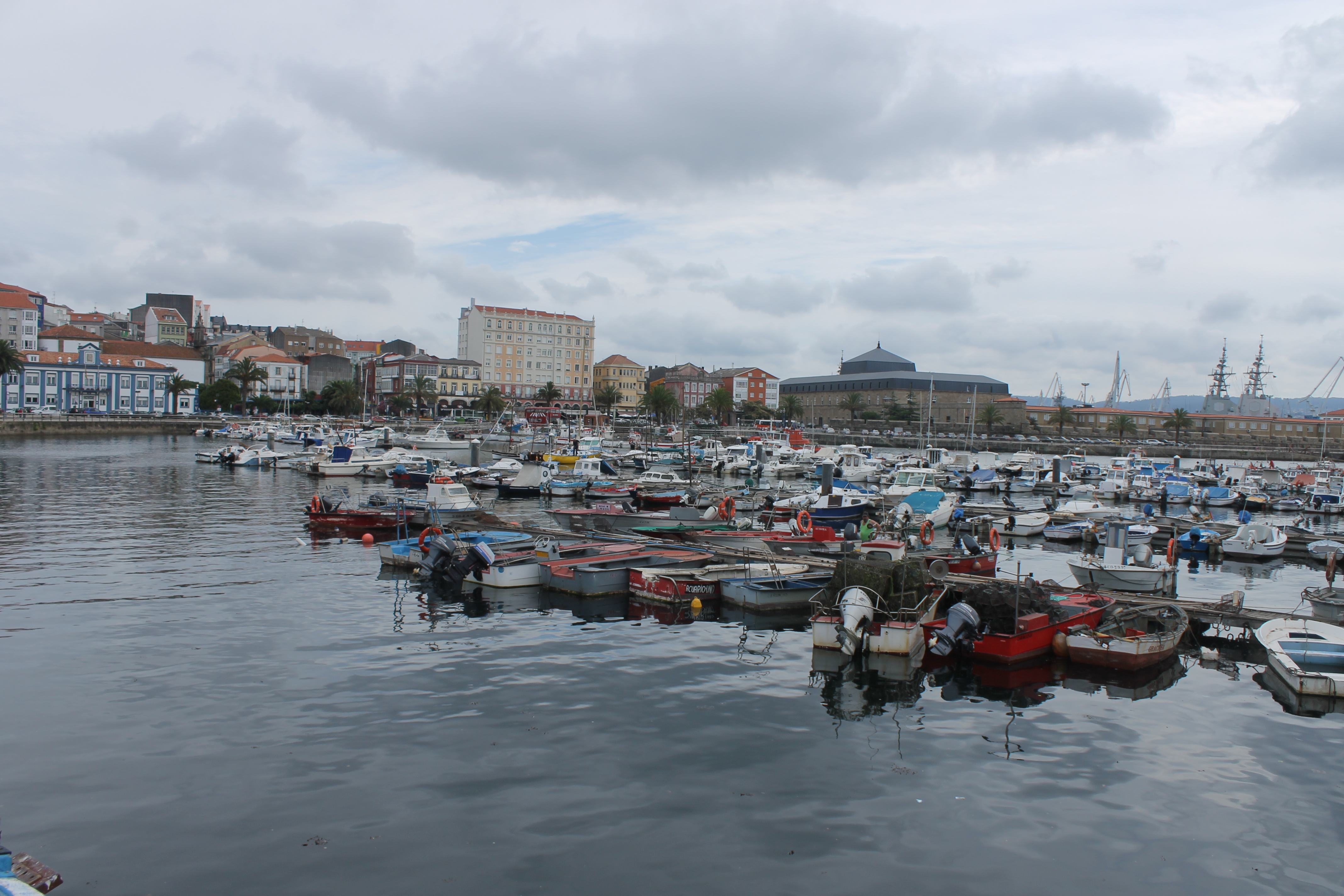
Vista de Ferrol Vello des del moll.

Ferrol Vello és el nucli antic de la ciutat gallega de Ferrol. És un conjunt històric, origen de la ciutat, orientat cap al port i refugiat al fons de la ria de manera compacta.
Fins al segle xviii la vila de Ferrol no s'estenia més enllà del propi Ferrol Vello i depenia de les cases nobiliàries dels Lemos i els Andrade. La comunicació amb l'exterior es feia especialment per mar, estant pràcticament aïllat per terra. Al llarg del temps va mantenir la seva estructura medieval de manera continuada, encara apreciable al traçat viari i al parcel·lari urbà.
La tipologia d'edificacions és diversa i va des de cases amb tribuna i típicament marineres fins a edificis que presenten una notable arquitectura art déco modernista o racionalista. El seu estat de conservació és deficient malgrat estar protegit des de 2001 com a conjunt dins del Pla General d'Ordenació Municipal (PXOM). El 2006 es va sol·licitar la seva declaració com a Bé d'Interès Cultural, que es va fer efectiva el 10 de febrer de 2011.